# THD
Dispozitivele (componentele)THD (trough hole device) se folosesc în electronică și reprezinta clasa componentelor montate prin placa cu cablaj imprimat, prin găurile de inserție. După inserarea pinilor in găurile de inserție, aceștia se cositoresc. Inserția componentelor se poate face manual sau automat.